# Гонера, Себастьян
Себастьян Гонера (пол. Sebastian Gonera, родился 18 декабря 1971 в Катовице) — польский хоккеист, игравший на позиции защитника.

## Карьера игрока
Выступал за команды «Напшуд Янув», «Уния» (Освенцим) и «Тыхы». Карьеру закончил в 2011 году. В Польской хоккейной лиге провёл 955 игр, забросил 166 шайб и отдал 306 голевых передач, набрав 705 минут штрафа.
С 1992 по 2009 годы играл на чемпионатах мира за сборную Польши, пропустив турниры только в 1993, 1994 и 2008 годах. Имеет в своём активе выступления в высшем дивизионе в 2002 году: в утешительном турнире он забросил шайбу в ворота Словении и отдал две голевые передачи в матче против Японии, но это не спасло Польшу от вылета. В списке игроков с наибольшим количеством матчей за сборную Гонера занимает третье место со 188 играми.

## Личная жизнь
Жена Карина, дочери Каролина и Наталия. С 2011 года работает на каменноугольной шахте Вечорек одним из специалистов по безопасности.

## Достижения

### Клубные
- Чемпион Польши (8 раз): 1998, 1999, 2000, 2001, 2002, 2003, 2004 (Уния), 2005 (Тыхы)
- Серебряный призёр чемпионата Польши (8 раз): 1992 (Напшуд), 1996, 1997 (Уния), 2006, 2007, 2008, 2009, 2011 (Тыхы)
- Бронзовый призёр чемпионата Польши (1 раз): 2010 (Тыхы)
- Победитель Кубка Польши (6 раз): 2000, 2003 (Уния), 2006, 2007, 2008, 2009 (Тыхы)

### В сборной
- Победитель первого дивизиона чемпионата мира 2001 года